# Eschelbach (Montabaur)

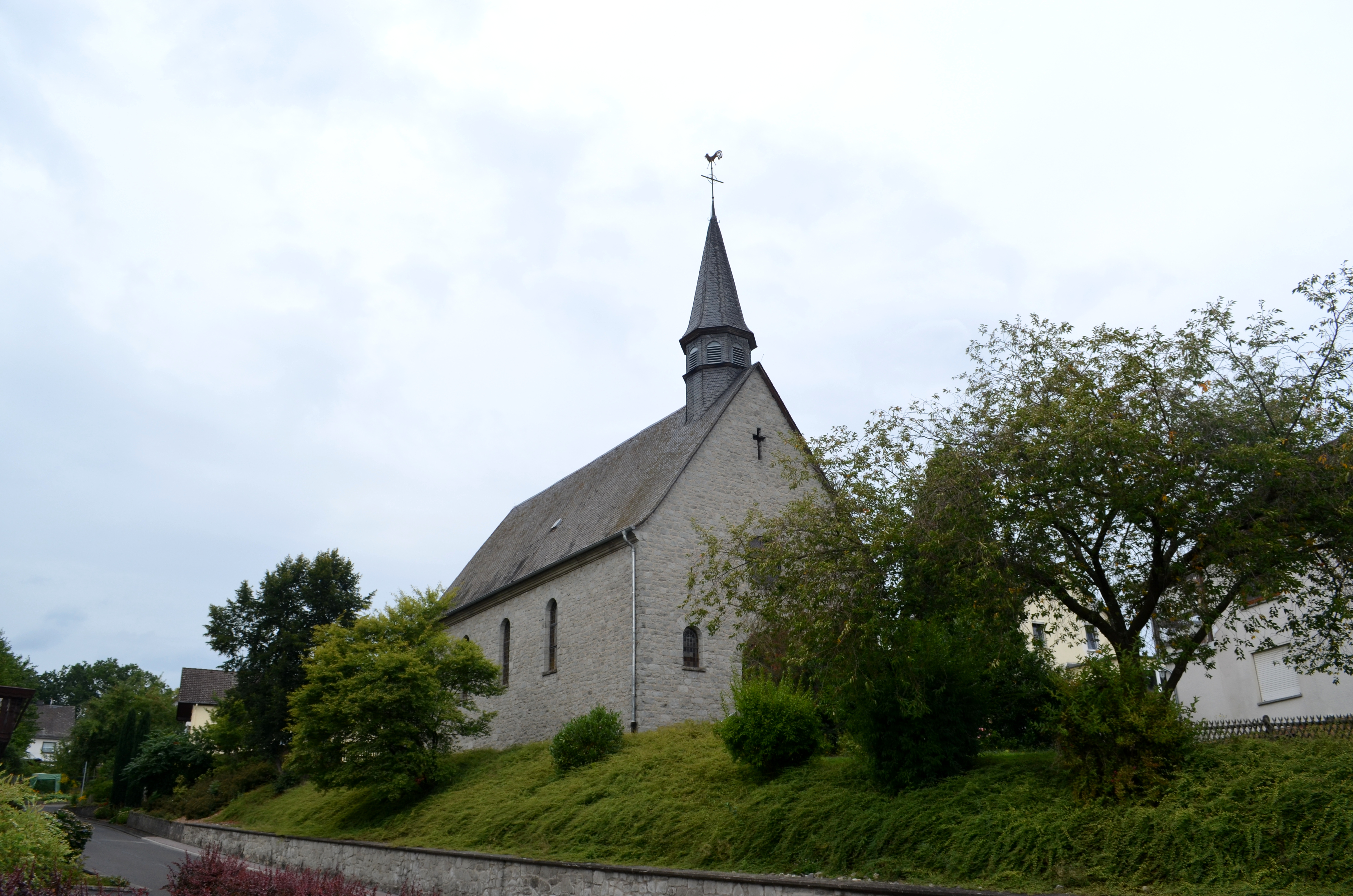
Kirche

Eschelbach ist ein Stadtteil und ein Ortsbezirk von Montabaur im Westerwaldkreis in Rheinland-Pfalz. Der Ort war früher landwirtschaftlich geprägt, heute ist er ein Wohnort im Sinne einer Pendlergemeinde. Bis 1972 war Eschelbach eine eigenständige Gemeinde im damaligen Unterwesterwaldkreis.

## Geographie
Eschelbach liegt nördlich der Autobahn (A 3), etwa 1,5 km vom Stadtzentrum von Montabaur entfernt, am rechten Ufer des Aubachs. Nordwestlich von Eschelbach liegt die Ortsgemeinde Dernbach (Westerwald), nordöstlich die Ortsgemeinde Staudt und südwestlich der Montabaurer Stadtteil Elgendorf. Zu Eschelbach gehören auch die Wohnplätze Bahlsmühle, Hillhof und Hüttenmühle.

## Geschichte

### Mittelalter und kurtrierische Zeit
Eschelbach liegt im Gebiet des zwischen 930 und 959 erstmals beschriebenen Bannes und Kirchspiels Humbach (später Montabaur genannt). In einer undatierten Urkunde des Trierer Erzbischofs Ludolf, der in der Zeit von 994 bis 1008 amtierte, wurde Eschelbach unter dem Namen „Aschebach“ erwähnt. Die in der Urkunde erwähnte „religiosa Domina“ Mathilde war eine Enkelin des Herzogs Hermann I. von Schwaben, der das Stift St. Florin in Koblenz gründete. Mathilde, sie war Äbtissin des Stifts Essen, schenkte dem Trierer Erzbischof ihren Hof Eschelbach, worauf dieser dem Koblenzer Florinsstift verschiedene Zehnten im Bann Humbach (später Montabaur) überließ. Eschelbach war bis ins 12. Jahrhundert Verwaltungsort für den erzbischöflichen Forst „Spurginberch“ (Spurkenberg). In dem um das Jahr 1220 entstandenen Güterverzeichnis des Erzbistums Trier „Liber annalium iurium“ wurde der Ort in der Schreibweise „Eschilbach“ und „Eschelenbach“ aufgeführt.
Nach einem Verzeichnis aus dem Jahre 1548 bildeten die drei Ortschaften Dernbach, Eschelbach und Elgendorf (Elchendorff) eine „Zeche“ (Verwaltungsbezirk) des kurtrierischen Amtes Montabaur. Die Verwaltung der „Zeche“ war einem vom Montabaurer Amtmann eingesetzten Heimburger übertragen. Die drei Dörfer hatten zusammen 39 Feuerstätten (Hofstellen). Dem Stift St. Florin in Koblenz waren jährlich sechs Malter Hafer abzugeben. Im Trierer Feuerbuch von 1563 werden für Eschelbach 11 Feuerstellen angegeben. 1684 waren es 15 Feuerstellen, was etwa 75 Einwohnern entspricht. Es wurden 13 trierische und ein nassauischer Untertanen (Familien) gezählt.
Im Jahre 1786 hatte Eschelbach 150 Einwohner.

### Nassauische und preußische Zeit
Eschelbach gehörte bis zum Anfang des 19. Jahrhunderts zum rechtsrheinischen Teil von Kurtrier, der infolge des Reichsdeputationshauptschlusses 1803 dem Fürstentum Nassau-Weilburg zugeordnet wurde. Nach der Bildung des Rheinbundes gehörte Eschelbach von 1806 an zum Herzogtum Nassau. Unter der nassauischen Verwaltung war Eschelbach dem nassauischen Amt Montabaur und bis 1815 dem Regierungsbezirk Ehrenbreitstein danach dem Regierungsbezirk Wiesbaden zugeordnet.
Nach einer Statistik des Herzogtums Nassau aus dem Jahre 1843 hatte die Gemeinde Eschelbach 315 Einwohner, die mit 78 Familien in 44 Häusern lebten. Die Einwohner waren ausnahmslos katholisch.
1866 wurde das Herzogtum Nassau von Preußen annektiert. Die Gemeinde Eschelbach wurde 1867 Teil der preußischen Provinz Hessen-Nassau und gehörte zum damals neu gebildeten Unterwesterwaldkreis. 1946 wurde die Gemeinde Eschelbach Teil des Landes Rheinland-Pfalz.

### Eingemeindung
Im Rahmen der Mitte der 1960er Jahre begonnenen rheinland-pfälzischen Kommunalreform wurde die bis dahin eigenständige Gemeinde Eschelbach zum 22. April 1972 mit 658 Einwohnern in die Stadt Montabaur eingemeindet.

### Kirche
Eschelbach gehörte ursprünglich zur Pfarrei Humbach/Montabaur im Erzbistum Trier, später zur Pfarrei Wirges, die 1827 dem seinerzeit neu errichteten Bistum Limburg zugeordnet wurde. Im Jahre 1786 wurde in Eschelbach die St. Blasius-Kapelle errichtet. Diesem Kirchenpatron wurde auch die 1951 erbaute Filialkirche geweiht, die heute zur Montabaurer Pfarrei St. Peter in Ketten gehört.

### Schule

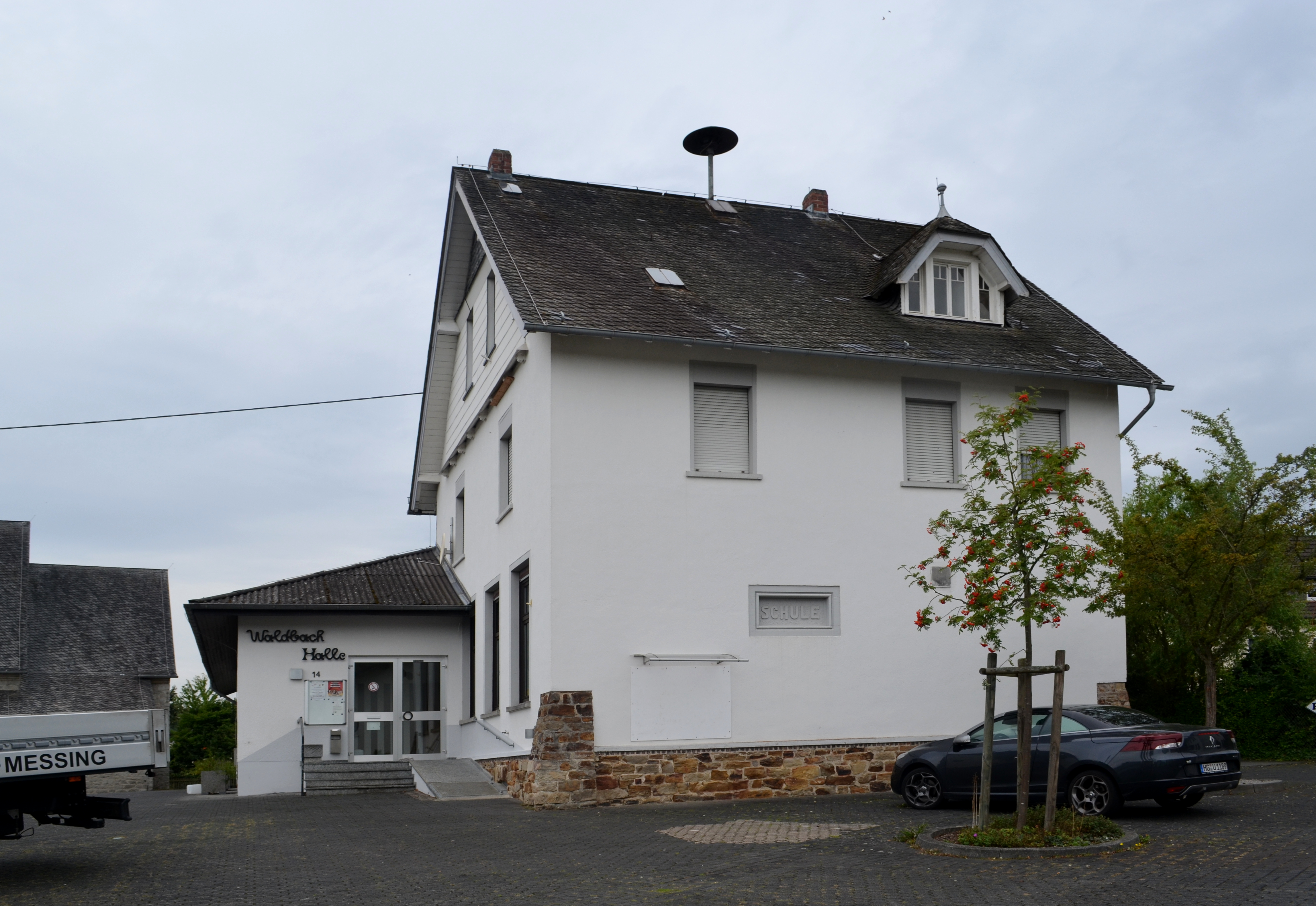
Waldbachhalle, ehemalige Schule

Bereits Mitte des 18. Jahrhunderts hatte Eschelbach eine eigene Schule Im Jahr 1821 wurde in Eschelbach ein neues Schulhaus eingerichtetes, dem im Jahr 1907 ein weiterer neuer Schulbau folgte. 1922 war in Eschelbach nur ein Lehrer tätig. 1961 wurde das Schulgebäude modernisiert. Seit 1972 gehen die Schüler in die Schulen der Stadt Montabaur. Eschelbach gehört seit 2020 zum Schulbezirk der Waldschule Montabaur-Horressen.

## Ortsbezirk
Der Ortsbezirk Eschelbach umfasst die Gemarkung Eschelbach mit Ausnahme des südlich der A 3 gelegenen Gemarkungsteiles. Die Interessen des Ortsbezirks werden durch einen Ortsbeirat und einen Ortsvorsteher vertreten.
Der Ortsbeirat besteht aus fünf Mitgliedern, die bei der Kommunalwahl am 9. Juni 2024 in einer Mehrheitswahl gewählt wurden, und dem ehrenamtlichen Ortsvorsteher als Vorsitzendem.
Joachim Gerlach wurde bei der Direktwahl am 26. Mai 2019 mit einem Stimmenanteil von 91,67 % und am 9. Juni 2024 als einziger Bewerber mit 88,3 % für jeweils weitere fünf Jahre in seinem Amt als Ortsvorsteher bestätigt.

## Infrastruktur
Für die Kulturdenkmäler des Ortes siehe die Liste der Kulturdenkmäler in Eschelbach.
- Der ICE-Bahnhof Montabaur liegt auf der Eschelbacher Gemarkung.
- Eschelbach ist über die Landesstraße L 313 mit der Innenstadt von Montabaur und über die Kreisstraße K 126 mit dem Stadtteil Elgendorf verbunden.
- Die Freiwillige Feuerwehr Eschelbach wurde wegen nicht ausreichender Mindeststärke vom Aufgabenträger zum 31. Dezember 2017 aufgelöst. 1908 gegründet, war die Löschgruppe Eschelbach zuletzt Teil der Verbandsgemeindefeuerwehr Montabaur. Die 1970 gegründete Eschelbacher Jugendfeuerwehr wurde ebenfalls aufgelöst.
- In der Dorfgemeinschaftshalle in Eschelbach steht auch eine Bühne für Theateraufführungen zur Verfügung.
- Eschelbach verfügt über einen Sportplatz (Naturrasen).